# Magyar Nemzeti Bank

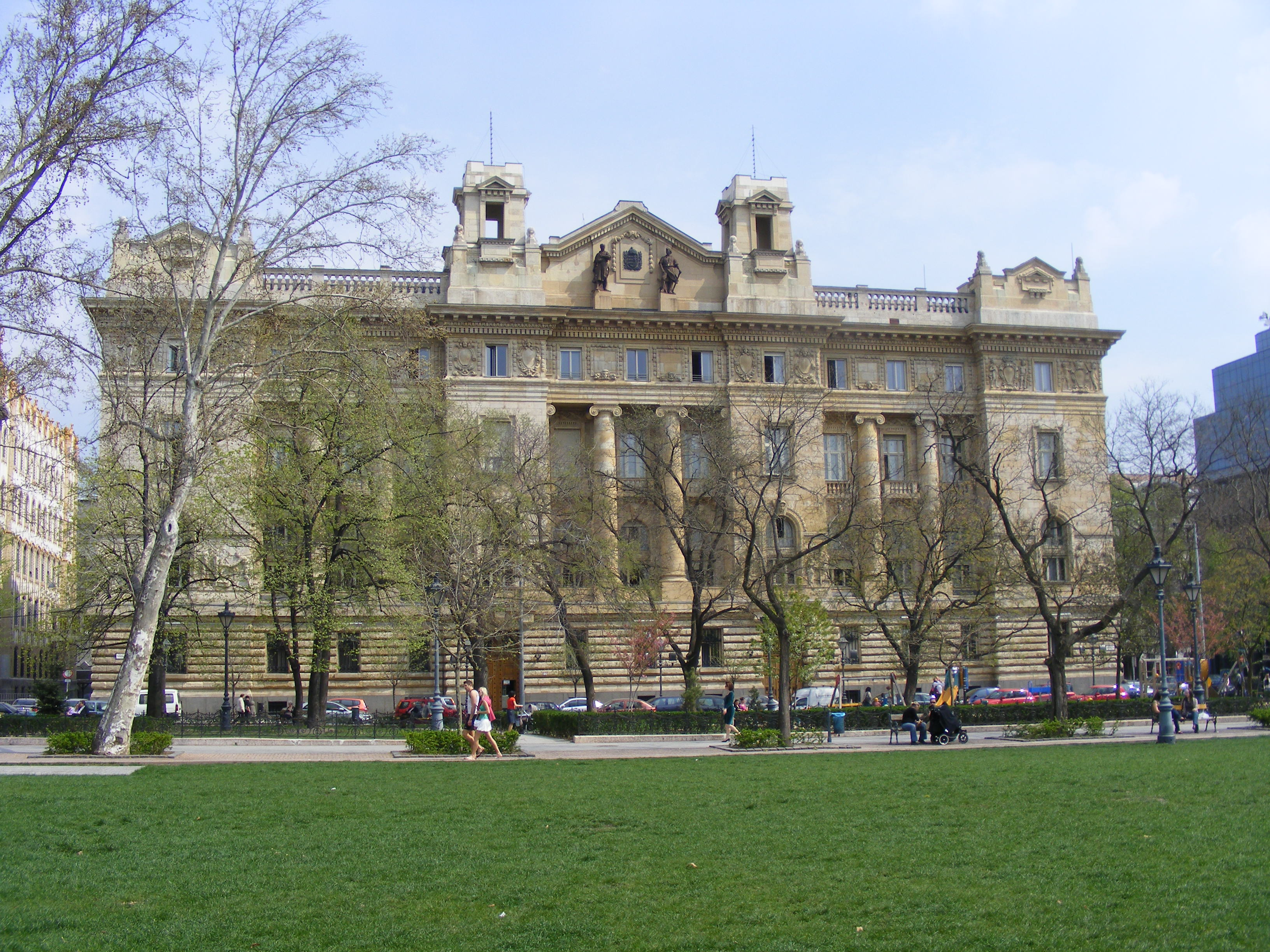
Magyar Nemzeti Bank

Magyar Nemzeti Bank, česky Maďarská národní banka, je centrální banka Maďarska.

## Funkce
MNB ovládá měnovou politiky země. Jejím hlavním cílem je udržet cenovou stabilitu. Je zodpovědná za vydávání státní měny – forintu, kontrolu finanční hotovosti, kterou centrální banka základní úrokové sazby. Dále také publikuje oficiální směnné kurzy a řídí rezervy zahraničních měn.

## Sídlo
Hlavní budova MNB se nachází v centru Budapešti na Szabadság tér nedaleko budovy velvyslanectví Spojených států amerických.

## Historie
MNB byla založena dne 24. května 1924 v Budapešti v tehdejším Maďarském království. Jejím prvním předsedou (guvernérem) byl Sándor Popovics.

## Předsedové MNB
Předsedu MNB jmenuje prezident republiky na návrh předsedy vlády na dobu 6 let.
Seznam předsedů MNB:
- Dr. Sándor Popovits (24. června 1924 – 6. ledna 1935)
- Dr. Béla Imrédy (6. ledna 1935 – 18. května 1938)
- Dr. Lipót Baranyai (19. května 1938 – 1943)
- Dr. Gyula Pósch (7. února 1943 – 16. října 1944)
- László Temesváry (16. října 1944 – prosinec 1944)
- Dr. Imre Oltványi (17. dubna 1945 – 31. srpna 1945)
- Dr. Artúr Kárász (31. srpna 1945 – 15. listopadu 1945)
- Dr. Imre Oltványi (15. listopadu 1945 – srpen 1946)
- Dr. Ernő Csejkey (9. září 1946)
- Dr. Ferenc Jeszenszky, generální ředitel, první náměstek ministra financí (30. srpna 1949 – 1. února 1952)
- János Vörös, generální ředitel, první náměstek ministra financí (1. února 1952 – 12. listopadu 1955)
- Dr. Háy László (17. dubna 1956 – 20. listopadu 1956)
- Dénes Szántó (20. listopadu 1956 – 30. června 1960)
- Béla Sulyok (1. července 1960 – 31. října 1961)
- Dr. Andor László, státní sekretář (1. listopadu 1961 – 10. července 1975)
- Dr. Mátyás Tímár, státní sekretář (10. července 1975 – 15. června 1988)
- Dr. Ferenc Bartha, státní sekretář (15. června 1988 – 30. června 1990)
- Dr. György Surányi (1. července 1990 – 30. listopadu 1991)
- Dr. Péter Ákos Bod (9. prosince 1991 – 14. prosince 1994)
- Dr. György Surányi (1. března 1995 – 1. březen 2001)
- Dr. Zsigmond Járai (2. března 2001 – 2. března 2007)
- András Simor (3. března 2007 – současnost)